# Parafia św. Józefa w Stargardzie

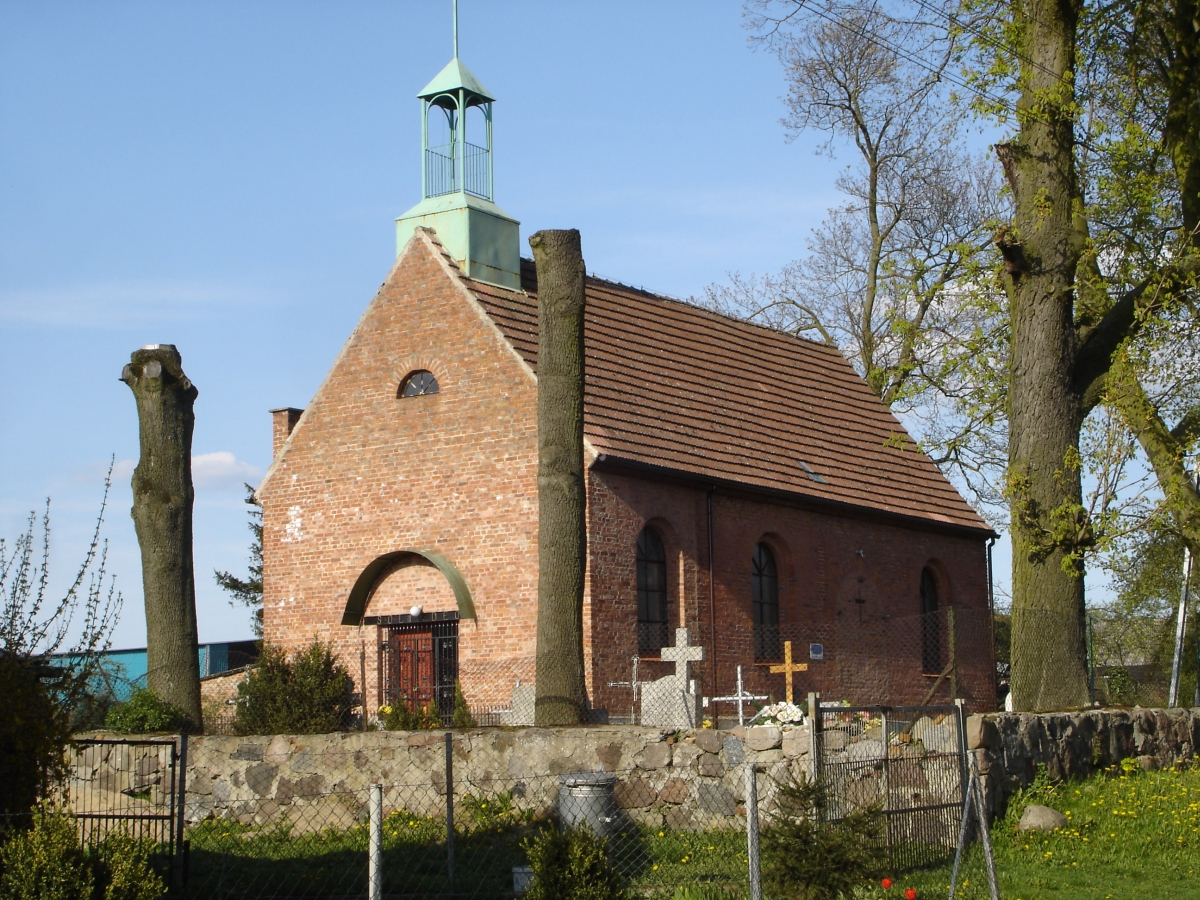
Kościół filialny pw. św. Anny w Grabowie

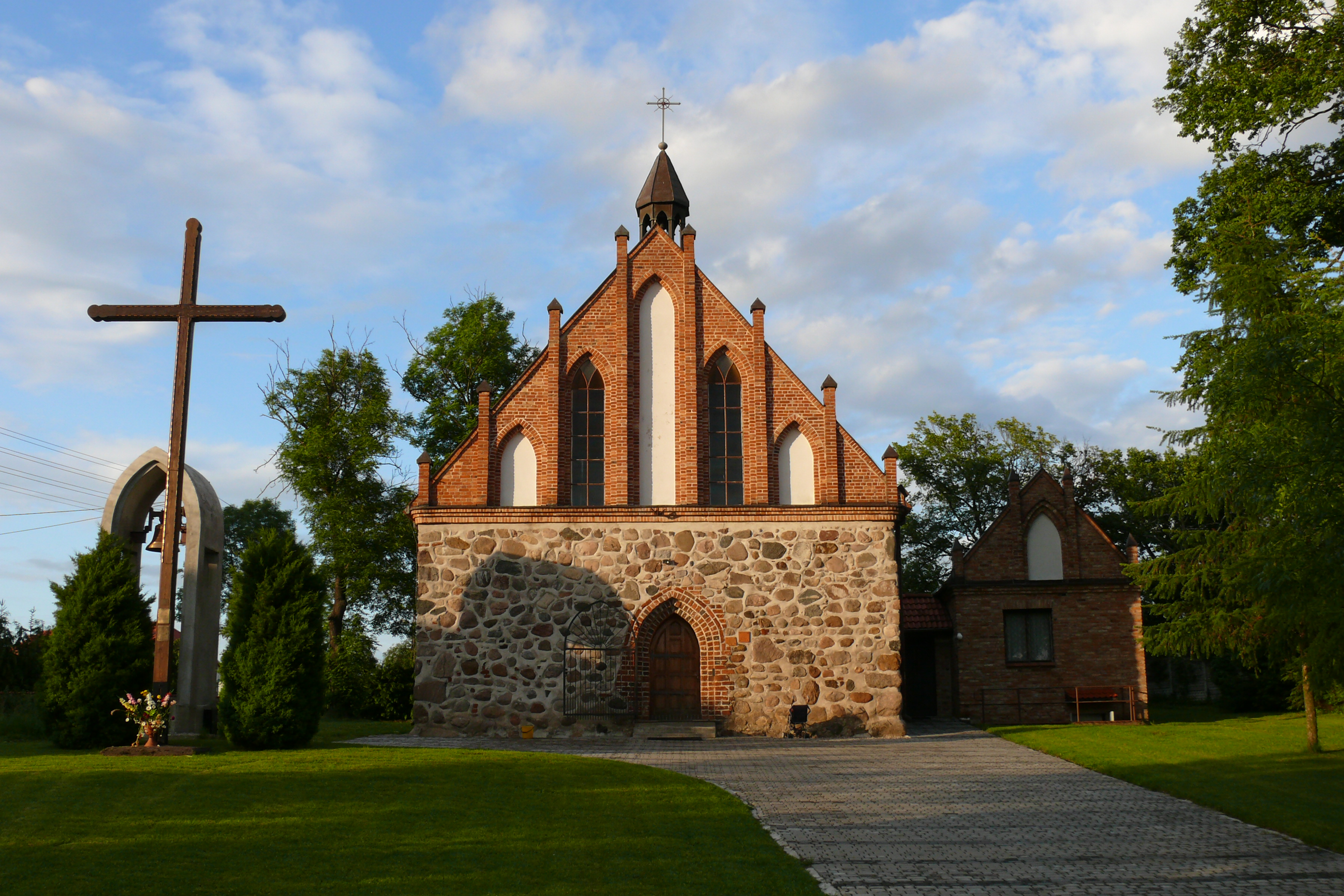
Kościół filialny pw. Narodzenia NMP Klępinie

Parafia pw. św. Józefa w Stargardzie – rzymskokatolicka parafia należąca do dakanatu Stargard Wschód, archidiecezji szczecińsko-kamieńskiej, metropolii szczecińsko-kamieńskiej, przy kościele św. Jana. Erygowana 19 czerwca 1946. Jej proboszczem od 1 sierpnia 2019 roku jest ks. mgr Krzysztof Wąchała SChr.

## Historia
Parafia powstała w 1863 wraz z erygowaniem nieistniejącego dziś katolickiego kościoła św. Józefa (stąd nazwa parafii, pomimo że kościołem parafialny jest pod wezwaniem św. Jana). W 1945 kościół św. Józefa został zniszczony. Pieczę nad parafię przejął kościół św. Jana.
Po przejęciu miasta przez władze polskie parafia została przekazana Towarzystwu Chrystusowemu dla Polonii Zagranicznej.

## Miejsca święte

### Kościół parafialny
Kościół św. Jana w Stargardzie

### Kościoły filialne i kaplice
- Kościół pw. św. Anny w Grabowie
- Kościół pw. Narodzenia Najświętszej Maryi Panny w Klępinie
- Kościół pw. Świętej Rodziny w Kiczarowie

## Działalność parafialna

### Wspólnoty parafialne
- Arcybractwo Straży Honorowej NSPJ
- Biblioteka parafialna
- Chór Parafialny im św. Cecylii
- Franciszkanie Świeccy
- Maryjna Grupa Modlitewna
- Mediugorska Grupa Modlitewna
- Zespół muzyczny
- Oaza Rodzin - Kościół Domowy
- Oaza Dzieci Bożych
- Odnowa w Duchu Świętym "Nazaret"
- Ognisko św. Brata Alberta
- Parafialny Zespół Caritas
- Poradnictwo Rodzinne
- Ruch Apostolatu Emigracyjnego
- Katolickie Stowarzyszenie Młodzieży
- Liturgiczna Służba Ołtarza
- Żywy Różaniec
- Maltańska Służba Medyczna
- Wspólnota zgromadzona wokół osób niepełnosprawnych
- Duszpasterstwo Kombatantów i Kresowiaków